# Roman IV. Diogenes
Romanos IV. Diogenes (kolem 1030 – 1072) byl byzantský císař v letech 1068 až 1071. Pocházel z řad maloasijské pozemkové aristokracie a císařskou hodnost nabyl svatbou s ovdovělou císařovnou Eudokií Makrembolitissou. Během svého panování chtěl zastavit pokles byzantské vojenské moci a odrazit nájezdy seldžuckých Turků směřující na území byzantské říše. V roce 1071 však Seldžukové porazili byzantskou armádu v bitvě u Mantzikertu, v níž Roman padl do rukou vítězů. Zatímco prodléval v zajetí, udál se v Konstantinopoli palácový převrat a nedlouho po svém propuštění byl Roman přemožen nepřátelským rodem Duků. Následně byl oslepen a vykázán do kláštera, kde podlehl utrpěným zraněním.

## Život

### Získání vlády
Roman Diogenes se narodil jako syn Konstantina Diogena, přičemž patřil k prominentnímu a mocnému kappadockému rodu, provázanému příbuzenskými svazky s většinou velkých aristokratických rodin v Malé Asii. Proslul odvahou a štědrostí, ovšem byl rovněž znám pro svoji impulzivnost a aroganci. Své válečnické nadání výtečně uplatnil při službě v armáddě, když jako správce v Serdice (dnešní Sofie) dosáhl několika menších vítězství nad Pečeněhy. V roce 1067 byl obviněn z pokusu o uzurpaci trůnu na místo synů Konstantina X. Duky. Původně vynesený trest smrti mu ale byl nejprve změněn na vyhnanství a později dokonce obdržel milost. Regentka císařovna Eudokie Makrembolitissa si ho nechala předvést, načež si ho vybrala za svého muže a ochránce svých synů. K tomuto rozhodnutí ji přivedlo vědomí potřeby silného manžela vhodného jako císaře, neboť intriky dvorské šlechty ji mohly připravit o regentství. Svoji roli sehrála také skutečnost, že v populárním Romanovi nalezla osobní zalíbení. Její záměr učinit Romana císařem se setkal jen se zanedbatelným odporem, jelikož seldžučtí Turci překonali v téže době většinu Kappadokie a dokonce obsadili důležité město Kaisareia (Kayseri). Říše si tudíž žádala zdatného a energického vojáka, jemuž by bylo možné svěřit velení v nastávajícím konfliktu.
Překážka naplnění Eudokiina plánu spočívala v císařovnině závazku zesnulému manželovi Konstantinovi X., kterému přísahala, že se nikdy znovu neprovdá. Povolala tedy patriarchu Jana Xifilina, jehož přesvědčila, aby jí odevzdal list obsahující její písemně stvrzený slib, a aby prohlásil, že je pro dobro státu nakloněn jejímu druhému manželství. Poté, co souhlasil i konstantinopolský senát, se Roman 1. ledna 1068 s Eudokií oženil a vzápětí byl korunován za císaře.

### Tažení proti Turkům
Roman vystupoval jako starší císař a patron svých nevlastních synů a spoluvládců Michaela VII., Andronika Duky a Konstantia Duky. Jeho povýšení vyvolalo nevraživost u členů vlivného klanu Duků, zvláště caesara Ioanna Duky, stojícího v čele palácové opozice proti Romanovi, a u příslušníků varjažské gardy, kteří dali svoji nespokojenost otevřeně najevo při samotné svatbě. Roman se proto odhodlal upevnit svoji autoritu uspořádáním vojenské kampaně, jíž chtěl upoutat pozornost k válce s Turky. K tomuto kroku ho navíc vedlo vědomí naléhavosti a vážnosti seldžuckých útoků. Do roku 1067 podnikli Turci vpády do Mezopotámie, Sýrie, Kilíkie a Kappadokie, završené vypleněním Kaisareie a tamějšího kostela svatého Basileia. Téže zimy se utábořili na hranicích říše, kde vyčkávali příchodu nové válečné sezóny. Roman byl sebejistě přesvědčen o byzantské převaze, protože Turky nepovažoval za nic víc než hordu kořistících lupičů, jež snadno přemůže v prvním střetnutí. Při tom nevzal v potaz nevalný stav byzantského vojska potýkajícího se s následky desetiletí zanedbávání za jeho předchůdců a především za Konstantina X. Romanovy oddíly sestávaly převážně z normanských, franských, tureckých, arménských a slovanských žoldnéřů, postrádajících disciplínu, organizaci a koordinaci, a z nedostatečně vybavených a prořídlých themových oddílů. Císaři se nedostávalo času nutného ke zdokonalení výzbroje, výstroje a taktiky kdysi obávané byzantské armády.

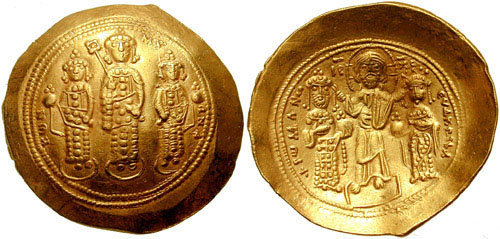
Histamenon zobrazující Michaela VII. Duku obklopeného bratry Andronikem a Konstantiem na přední straně, Roman Diogenes a Eudokie Makrembolitissa korunovaní Kristem na zadní straně

Romanovy první vojenské operace se vyznačovaly jistou mírou úspěšnosti a utvrdily ho v důvěře v příznivý výsledek války. V době, kdy Antiochie byla vystavena útoku Arabů z Aleppa, podporovaných Turky, zahájil tažení za účelem opětovného dobytí byzantské Sýrie. Vypravil se proto k jihovýchodní hranici říše s úmyslem vypořádat se se vzniklou hrozbou. Nicméně při postupu do thematu Lykandos obdržel zprávu o nájezdu Seldžuků do Pontu a vydrancování města Neokaisareia (Niksar). Neprodleně vyčlenil menší jízdní jednotku, v jejímž čele se vypravil přes Sebasteiu (Sivas) a thema Tefrike proti nově vyvstalému nebezpečí. Turky donutil, aby zanechali plenění a propustili své zajatce, třebaže velká část nepřátelského jezdectva unikla. Jakmile se vrátil na jih, spojil se Roman s hlavní částí armády a pokračoval k průsmykům v pohoří Taurus a dále k městu Germanikeia (Kahramanmaraş), odkud hodlal táhnout na Aleppo. Císař dobyl Hierapolis, již opevnil a opatřil posádkou kvůli ochraně jihovýchodních provincií říše před novými nájezdy. Pak se vydal na sever přes Alexandrettu (İskenderun) a Kilickou bránu do Podandu, kde zamýšlel přezimovat. Tam se doslechl o nové seldžucké výpravě do Malé Asie, při níž bylo zle poničeno město Amorion. Útočníci se ale dokázali rychle stáhnout do svých bezpečných výchozích pozic, aniž by Roman stihl proti nim jakkoli zakročit.
V lednu 1069 přicestoval císař do Konstantinopole. Plány nadcházející válečné sezóny narušilo hned zkraje povstání Crispina, jednoho z Romanových normanských žoldnéřů, jenž velel franským vojákům ve službách říše. Patrně z důvodu opožděného vyplácení žoldu začali tito muži plenit území svěřené jim k obraně a napadli císařské výběrčí daní. Ačkoli Crispin byl zajat a poslán do vyhnanství v Abydu, vzbouření Frankové vytrvali ještě nějakou dobu v pustošení thematu Armeniakon. Turci mezitím opětovně napadli okolí města Kaisareia a přiměli tak Romana, aby plýtval drahocenným časem a energií při jejich vypuzení z Kappadokie. Rozmrzelý neuspokojivým začátkem tažení, nařídil popravit všechny zajatce, včetně zadrženého velitele Turků nabízejícího za své propuštění značné výkupné.
Jakmile zajistil klid v této provincii, vydal se přes Melitenu (Malatya) k Eufratu. Roman doufal, že se mu podaří zmocnit se pevnosti Achlat při jezeře Van, s níž by mohl lépe střežit arménské hranice. Jádro armády svěřil pod velení Filareta Vrachamia, jemuž nařídil bránit Mezopotámii, zatímco se zbytkem svých sil vyrazil do Arménie. Filareta ale zdolali Turci postupující na Ikonium (Konya), kvůli čemuž Roman upustil od svého původního záměru. Správci Antiochie přikázal zahradit průsmyky u Mopsuestie a sám zamýšlel přemoci Turky u Herakleie Kybistry (Ereğli). Turci sevření v kilických horách přesto dokázali vyváznout a vzdálit se do Aleppa, přestože kořist museli nechat na místě. Roman se poté znovu vrátil do Konstantinopole bez přesvědčivého úspěchu.

### Poměry v Konstantinopoli
Rok 1070 strávil Roman v hlavním městě, neboť vnitropolitická situace se jevila natolik napjatá, že jeho delší absence mohla vyústit v převrat. Musel se rovněž vypořádat s neodkladnými administrativními záležitostmi a s bezprostředně hrozícím pádem Bari. Již od roku 1068 obléhali toto město Normané, navzdory tomu se Roman teprve po dvou letech odhodlal proti nim zasáhnout. Shromáždil podpůrné loďstvo, naložené přiměřeným množstvím zásob a mužů, s jejichž pomocí mohla být pevnost udržena. Byzantskou flotilu však porazily normanské lodě pod velením Rogera, mladšího bratra Roberta Guiscarda, v důsledku čehož byla poslední výspa byzantské moci v jižní Itálii donucena 16. dubna 1071 ke kapitulaci.
Mezitím Roman uskutečnil sérii nepopulárních reforem. V zájmu získání dodatečných zdrojů k placení vojáků přistoupil ke zhoršení mince snížením obsahu zlata. Omezil nadbytečné veřejné výdaje vynakládané na neužitečné dvorské ceremonie a zkrášlování hlavního města. Redukoval platby poskytované dvorské aristokracii a zvýšil daňové zatížení obchodníků. Zájem císaře o armádu jej učinil neoblíbeným u provinciálních velitelů a ve vojenské hierarchii, jelikož se rozhodl zamezit tomu, aby mohli zneužívat svého postavení ke korupci a osobnímu obohacení. Vynucováním kázně vyvolal nespokojenost žoldnéřů. Prosté poddané popudil opomíjením závodů v hippodromu a tím, že nezmírnil tíživou situaci rolníků na venkově. Z této všeobecné zášti těžily aristokratické kruhy nalézající se v opozici vůči císaři.
Ani tehdy Roman nepouštěl ze zřetele svůj hlavní cíl: eliminaci tureckého nebezpečí. Protože se nemohl vypravit do pole osobně, vyslal s armádou Manuela Komnena, synovce dřívějšího císaře Izáka I. a staršího bratra Alexia Komnena. Manuel Komnenos se srazil s Turky v bitvě, v níž jim podlehl a stal se zajatcem tureckého velitele. Manuel ho ale dokázal přesvědčit, aby se vydal do Konstantinopole, kde posléze uzavřel spojenectví s Romanem. Tato skutečnost pohnula samotného seldžuckého sultána Alp-Arslána k útoku na říši, načež Turci oblehli a dobyli důležitou byzantskou pevnost Mantzikert (Malazgirt).

### Zajetí v bitvě u Mantzikertu

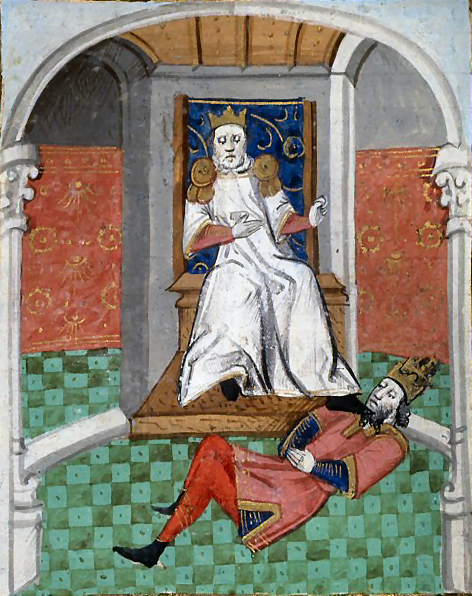
Alp Arslán pokořující císaře Romana IV., francouzský ilustrovaný rukopis z 15. století

Brzy na jaře 1071 vytáhl Roman v čele početného vojska, s nímž zamýšlel opanovat Mantzikert. Záhy se jasně ukázalo, že jeho vojáci mají vážné problémy s dodržováním disciplíny, projevující se soustavným drancováním okolí míst, jimiž procházeli. Když se Roman pokusil zavést ukázněnější poměry, vzbouřil se celý oddíl germánských žoldnéřů. Císař je pak jen s velkými obtížemi přinutil k poslušnosti. Přesvědčen o tom, že Alp-Arslán se nenachází nikde v blízkosti, rozdělil Roman svoje sbory. Zhruba polovinu vojáků odeslal pod velením Josepha Tarchaneiota dobýt Achlat, nalézající se v držení Turků. Roman pokračoval s hlavním vojem k Mantzikertu, jehož turecká posádka se vzdala zanedlouho po příchodu Byzantinců. Avšak Tarchaneiotes narazil na neočekávaně silné turecké vojsko a se svými muži se spěšně stáhl do Mezopotámie. Krátce nato se Romanovy předsunuté oddíly střetly s blížícími se Turky, jimiž byly zahnány zpět k Mantzikertu. Z byzantské armády beztak oslabené Tarchaneiotovou nepřítomností navíc dezertovali turkičtí Uzové, kteří přešli na stranu nepřítele.
Alp-Arslán nejspíš neprahl po konfrontaci s Byzantinci a navrhl Romanovi uzavření příměří. Císař ovšem usiloval o rozhodné vojenské vítězství, jímž by vyřešil turecký problém, a nabídku odmítl. Po vykonání nezbytných příprav se 26. srpna 1071 obě vojska seřadila do bitevního šiku. V průběhu boje se žádné ze stran nedařilo dosáhnout jednoznačné převahy nad svým protivníkem. Poté, co Roman přikázal svým mužům, aby se stáhli, zahájili Turci náhlý útok, jímž narušili pravé křídlo Byzantinců. Nastalého zmatku využil Andronikos Dukas, syn caesara Ioanna Duky, ke zradě. Místo aby se zadním vojem kryl císařův ústup, opustil bitevní pole s tvrzením, že Roman byl zabit, čímž zavdal podnět k všeobecnému útěku. Roman se pokusil zvrátit vývoj bitvy, když s tělesnou stráží vzdorovitě hájil svoji pozici a prokázal tak mimořádnou udatnost a odvahu. Zajat byl teprve potom, co pod ním padl jeho kůň a sám utrpěl zranění na pravé paži, jež mu bránilo pozvednout meč.
Podle líčení byzantských historiků, včetně Ioanna Skylitze, se Alp-Arslán zpočátku zdráhal uvěřit, že prachem pokrytý a rozedraný válečník, jenž byl před něho předveden, je vskutku císař. Usazen na svém trůnu sultán symbolicky položil své chodidlo na Romanovo hrdlo. Po tomto pokořujícím rituálu Alp-Arslán pozvedl císaře ze země a nařídil zacházet s ním způsobem odpovídajícím jeho postavení. K Romanovi se po celou dobu jeho pobytu v tureckém táboře choval s pozoruhodnou laskavostí a po osmi dnech ho propustil výměnou za slib zaplacení výkupného, svatby Romanovy dcery s jedním ze sultánových synů a vydání několika pohraničních pevností a měst.

### Zrada a smrt
Opoziční frakce intrikující proti Romanovi seznala, že situace nazrála k převratu. Caesar Ioannes Dukas se ihned po bitvě vrátil ze svého bithýnského vyhnanství a ve shodě s vlivným dvořanem Michaelem Psellem, chovajícím k císaři nenávist, přiměl Eudokii k odchodu do kláštera. Společně přesvědčili Michaela VII. Duku, aby prohlásil Romana za sesazeného a odmítl se řídit ujednáním mezi Alp-Arslánem a svrženým panovníkem. Roman shromáždil rozptýlené vojáky a rychle postupoval ke Konstantinopoli, nicméně poblíž města Dokeia se mu s ozbrojenou mocí postavil Konstantin Dukas, jemuž podlehl. Následně vyhledal záchranu v útěku do pevnosti Tyropoion, odkud se odebral dále do Adany v Kilíkii. Stíhán Andronikem Dukou, zanechal po další porážce odporu a vydal se pod podmínkou osobní bezpečnosti do rukou nepřátel. Ještě před tím shromáždil tolik peněz, kolik jen mohl, a jako projev své dobré vůle je odeslal sultánovi.
Andronikos se Romanovi zavázal, že mu nebude nijak ublíženo, pokud se vzdá purpuru a odejde do kláštera. Avšak Ioannes Dukas tuto dohodu porušil a poslal muže, kteří Romana koncem června 1072 zbavili zraku. Ponechán bez pomoci, trpěl Roman trýznivou bolestí ze svých zanícených ran. Po několika dnech zemřel, načež bylo jeho manželce Eudokii povoleno vystrojit mu velkolepý pohřeb. Jeho ostatky byly uloženy na ostrově Proti v Propontidě, kam byl vypovězen.